# VMware
VMware Inc. es una filial de Broadcom Inc. que proporciona software de virtualización disponible para ordenadores compatibles X86. Entre este software se incluyen VMware Workstation, y los gratuitos VMware Server y VMware Player. El software de VMware puede funcionar en Windows, Linux y en la plataforma macOS, que corre en procesadores Intel bajo el nombre de VMware Fusion. El nombre corporativo de la compañía es un juego de palabras usando la interpretación tradicional de las siglas «VM» en los ambientes de computación, como máquinas virtuales (Virtual Machines).

## Introducción
Se trata de un sistema que permite operar con software, emulando a un sistema físico (un computador, un hardware, etc.) con unas características de hardware determinadas. Cuando se ejecuta el programa (simulador), proporciona un ambiente de ejecución similar a todos los efectos a un computador físico (excepto en el puro acceso físico al hardware simulado), con CPU (puede ser más de una), BIOS, tarjeta gráfica, memoria RAM, tarjeta de red, sistema de sonido, conexión USB, disco duro (pueden ser más de uno), etc.
Un virtualizador por software permite ejecutar (simular) varios computadores (sistemas operativos) dentro de un mismo hardware de manera simultánea, permitiendo así el mayor aprovechamiento de recursos. Sin embargo al ser una capa intermedia entre el sistema físico y el sistema operativo que funciona en el hardware emulado, la velocidad de ejecución de este último es menor, pero en la mayoría de los casos suficiente para usarse en entornos de producción.
VMware es similar a su homólogo Virtual PC, aunque existen diferencias entre ambos que afectan a la forma en la que el software interactúa con el sistema físico. El rendimiento del sistema virtual varía dependiendo de las características del sistema físico en el que se ejecute, y de los recursos virtuales (CPU, RAM, etc.) asignados al sistema virtual.
Mientras que VirtualPC emula una plataforma x86, Vmware la virtualiza, de manera que la mayor parte de las instrucciones en VMware se ejecutan directamente sobre el hardware físico, mientras que en el caso de Virtual PC se traducen en llamadas al sistema operativo que se ejecuta en el sistema físico.

## Productos

### Productos gratuitos

#### VMware Workstation Player
Versión gratuita para virtualizar máquinas.

#### VMware vSphere Hypervisor
Es una versión gratuita del producto VMware ESXi, con las únicas limitaciones de poder crear máquinas virtuales de hasta 8 vCPU y la imposibilidad de ser gestionado a través de un vCenter por lo que sin licencia la funcionalidad de migración computacional en caliente no se encuentra disponible.

#### VMware Server (antes GSX)
En un principio era una versión de pago, pasando a ser gratuita y siendo actualmente un producto descatalogado desde 2011.

### Productos comerciales

#### VMware vSphere
Es la suite empresarial principal de VMware, piedra angular sobre la que se apoyan casi todos los productos empresariales que ofrecen. Consta del software de virtualización ESXi que se instala directamente en los servidores y la consola de gestión centralizada vCenter.2020.
Anuncio de la adquisición de Vmware por parte de Broadcom
Desgraciadamente, desde MAYO de 2024, Broadcom ha decidido cerrar la descarga de casi todos los productos de Vmware, incluyendo ESXi y Vcenter.

#### VMware vRealize Operations
Es una Suite de monitoreo tanto para performance y disponibilidad de máquinas virtuales sobre la plataforma VMware Vsphere.

#### VMware Site Recovery Manager
Es una Suite que se utiliza para todo lo relacionado con replicación local y remota de Ambientes Virtuales VMware, en el cual se replican los Almacenamientos Virtuales (DataStore).

#### VMware Data Protection
vSphere Data Protection es una solución de copia de seguridad y recuperación diseñada para entornos vSphere. Desarrollado por EMC Avamar, proporciona copias de seguridad en el disco de la máquina virtual a nivel de imagen y sin agente. También proporciona protección para aplicaciones empresariales críticas de Microsoft (como Exchange, SQL Server y SharePoint) junto con una replicación de datos de copia de seguridad cifrada y eficiente en WAN. vSphere Data Protection está totalmente integrado con vCenter Server y vSphere Web Client.

#### VMware Virtual SAN
Es una de las funcionalidades de Vmware Vsphere la cual utiliza como medio de almacenamiento los discos locales de los servidores en un clúster, haciendo un clúster de almacenamiento local para despliegue de los DataStore.

#### VMware ESXi (antes ESX)
Esta versión es un sistema complejo de virtualización, pues corre como sistema operativo dedicado al manejo y administración de máquinas virtuales dado que no necesita un sistema operativo host sobre el cual sea necesario instalarlo. Pensado para la centralización y virtualización de servidores, esta versión no es compatible con una gran lista de hardware doméstico, por ejemplo no reconoce los disco IDE como unidades de almacenamiento y sería inútil instalarlo en este tipo de discos (en la versión 3.5 ya está soportado SATA). Anteriormente con el nombre de ESX, ha sido renombrado por VMware ESXi a partir de la versión 5.0.

## Funcionamiento
En el caso de la versión Workstation y Server, el funcionamiento es bastante similar a lo siguiente:
aplicación --> OS (virtual) --> Hardware (virtual) --> VMware --> (OS host) --> hardware físico.
Esto afecta el rendimiento y desempeño de las máquinas virtuales, a diferencia de la versión ESX que funciona más o menos de la siguiente manera.
Aplicación --> OS (virtual) --> Hardware (virtual) --> VMware --> hardware físico.

## Alternativas
- KVM
- SLM Galeon
- Hyper-V
- Proxmox VE
- Xen
- Virtual PC
- VirtualBox de licencia GPL.
- BOCHS de licencia GPL.
- QEMU de licencia GPL.
- Virtuozzo, software propietario
- Mac on Linux
- Basilisk II
- SheepShaver
- flexVM, software propietario basado en KVM